# أكسل فوجت
أكسل فوجت (بالإنجليزية: Axel Vogt)‏ هو مهندس أمريكي، ولد في 19 يناير 1849، وتوفي في 11 نوفمبر 1921.